# Grenzschacht
Der Grenzschacht war eine Steinkohlengrube des Königlichen Steinkohlenwerkes Zauckerode. Der Schacht lag im östlichen Teil der Steinkohlenlagerstätte des Döhlener Beckens auf Zauckeroder Flur.

## Geschichte
Der bei 165,60 m NN angesetzte Schacht wurde 1810 bis auf eine Teufe von 55,50 Metern niedergebracht. Ab einer Teufe von 50,50 Metern wurde das 1. Flöz mit einer Mächtigkeit von 5,00 Metern durchteuft. Ziel des Unternehmens war der Abbau eines ca. 3,3 ha großen Feldes rechts der Weißeritz. Dieses Flurstück, auf dem sich heute das Stadion des Friedens befindet, gehörte zu diesem Zeitpunkt zur Gemarkung Zauckerode. Das kleine Revier hatte keine fahrbare Verbindung zum übrigen Grubenfeld des Königlichen Steinkohlenwerkes Zauckerode. Das Vorhaben wurde aus Kostengründen aufgegeben und der Schacht 1812 verfüllt.

## Bergbau 1946–1954
1946 teufte das Steinkohlenwerk Freital den Schacht 2 um die noch anstehende Kohle des Feldes abzubauen. Am 7. April 1947 pachtete die Wismut AG den Schacht unter der Wismutnummer 93 um im Revier uranerzhaltige Kohle abzubauen. Nach dem Einstellen der Arbeiten übernahm der VEB Steinkohlenwerk Freital im März 1949 den Schacht. Nach dem Abbau der anstehenden Vorräte wurde am 1. Oktober 1953 der letzte Hunt Kohle gefördert.